# Chromios (Sohn des Priamos)
Chromios (altgriechisch Χρόμιος Chrómios) ist in der griechischen Mythologie ein Sohn des Priamos.
Während des Trojanischen Krieges wurde er gemeinsam mit seinem Bruder Echemon von Diomedes getötet.

## Nachweise
1. ↑  Homer Ilias 5,160
2. ↑  Tzetzes, Posthomerica 68
3. ↑  Bibliotheke des Apollodor 3,12,5